# Netopýr (opereta)
Opereta Netopýr, kterou složil Johann Strauss mladší v roce 1874 jako svou v pořadí třetí operetu, patří spolu s Nocí v Benátkách z roku 1883 a Cikánským baronem (1885) k jeho nejznámějším operetám.
Libreto má původ v komedii německého dramatika Rodericha Benedixe Vězení, kterou přepracovali Offenbachovi libretisté Henri Meilhac a Ludovic Halévy a uvedli ji pod názvem Le Réveillon (bez hudebního doprovodu) v Paříži v roce 1872. Hru koupil ředitel Theater an der Wien Maximilian Steiner, ale pak ji považoval za příliš pařížskou a nevhodnou pro rakouské publikum. Nakonec souhlasil s návrhem Richarda Genée, že hru přepracuje a nabídne Straussovi ke zhudebnění. Hra dostala i nový název.
Vtipný kolotoč zápletek obohacený melodiemi v rytmu valčíku i čardáše se stal jedním z klenotů světové operety a významným reprezentantem „Zlatého věku“ operety vídeňské. Nabízí vzácné pěvecké a herecké příležitosti a na svém repertoáru tuto operetu mívá i řada známých operních domů. Také předehra k operetě Netopýr, psaná ve volné sonátové formě, je jedním z vrcholných výtvorů Johanna Strausse.
Opereta se dočkala také mnoha filmových adaptací, včetně české (1981, režie František Filip).

## Postavy operety
- Gabriel von Eisenstein (tenor)
- Rosalinda, Gabrielova manželka (soprán)
- Frank, ředitel věznice (bas)
- Princ Alexej Orlovský (mezzosoprán, kalhotková role; někdy i tenor)
- Alfréd, učitel zpěvu (tenor)
- Dr. Falke, notář (baryton)
- Dr. Blind, advokát (tenor)
- Adéla, komorná u Eisensteinů (soprán)
- Ida, její sestra (soprán)
- Frosch, soudní vykonavatel (mluvená role, komik)
- Hosté u prince Orlovského (sbor a balet)

## Děj

### První jednání
V bytě Eisensteinových žádá komorná Adéla svou paní Rosalindu o volno, protože prý chce navštívit nemocnou tetu. Místo toho ale chce jít v přestrojení na slavnost pořádanou princem Orlovským. Rosalinda jí dát volno zprvu odmítá, neboť její muž Gabriel má ještě ten den nastoupit trest pěti dní vězení za urážku úředníka. Rosalindu ale také přemlouvá její dávný ctitel zpěvák Alfréd, aby s ním povečeřela.
Eisenstein se vrací domů se svým koktavým obhájcem Blindem po neúspěšném jednání u soudu, kde mu trest ještě o tři dny zpřísnili. Vzápětí se objeví i jeho přítel, notář Falke. Ten Eisensteina láká, aby odložil nástup do věznice až na ráno a večer s ním raději navštívil společnost u prince Orlovského. Ve skutečnosti ale chystá odplatu za dřívější Eisensteinův žert, kdy ho na maškarním plesu opil a pak zesměšnil: nechal ho jít v kostýmu netopýra přes celé město (opereta byla proto původně nazvána „Pomsta netopýrova“). Eisenstein se nechá přemluvit, své ženě ale řekne, že jde do vězení.
Rosalinda dá své komorné volno a chce strávit večer s Alfrédem. Nečekaně se ale objeví ředitel věznice Frank, aby osobně odvedl svého "lepšího" vězně. Nakonec odchází do vězení Alfréd, kterého Frank považuje za Rosalindina manžela.

### Druhé jednání

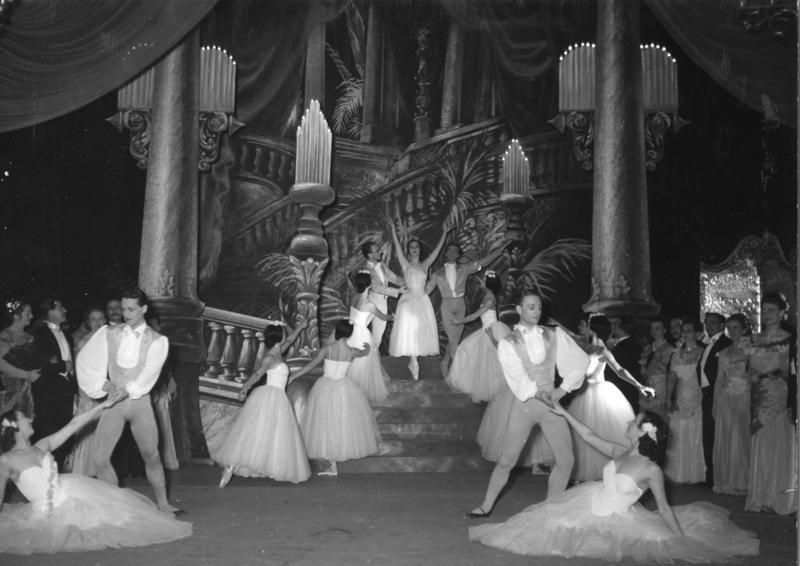
Scéna z 2. jednání (Opernhaus, Düsseldorf 1954)

V paláci prince Orlovského slibuje doktor Falke princovi, že se dnes hodně nasměje. Podařilo se mu totiž pozvat do společnosti pod falešnými jmény několik hostů. Nejprve se objeví Eisenstein, kterého Falke představí jako markýze Renarda, a Adéla, která se v šatech své paní a v doprovodu své sestry Idy vydává za začínající umělkyni Olgu. Eisensteinovo podezření, že by byla komornou, odmítá. Na slavnost dorazí také ředitel věznice Frank, který je představen jako Chévalier Changin (rytíř Changin), a nakonec i Rosalinda – ta je přestrojená za uherskou hraběnku, skrývající svou identitu pod maskou.
Frank a Eisenstein v rolích francouzských aristokratů se spřátelí. Záletný Eisenstein začne flirtovat nejprve s Adélou – Olgou, a pak i se svou maskovanou manželkou; chlubí se přitom hodinkami, které má ve zvyku slibovat ženám za jejich přízeň. Rosalindě se podaří mu hodinky vzít. Eisenstein, poněkud opilý šampaňským, vypráví všem, jak se kdysi Dr. Falke stal v kostýmu netopýra terčem posměchu.
K ránu se Frank vrací do služby. Také Eisenstein odchází, aby konečně nastoupil do vězení.

### Třetí jednání

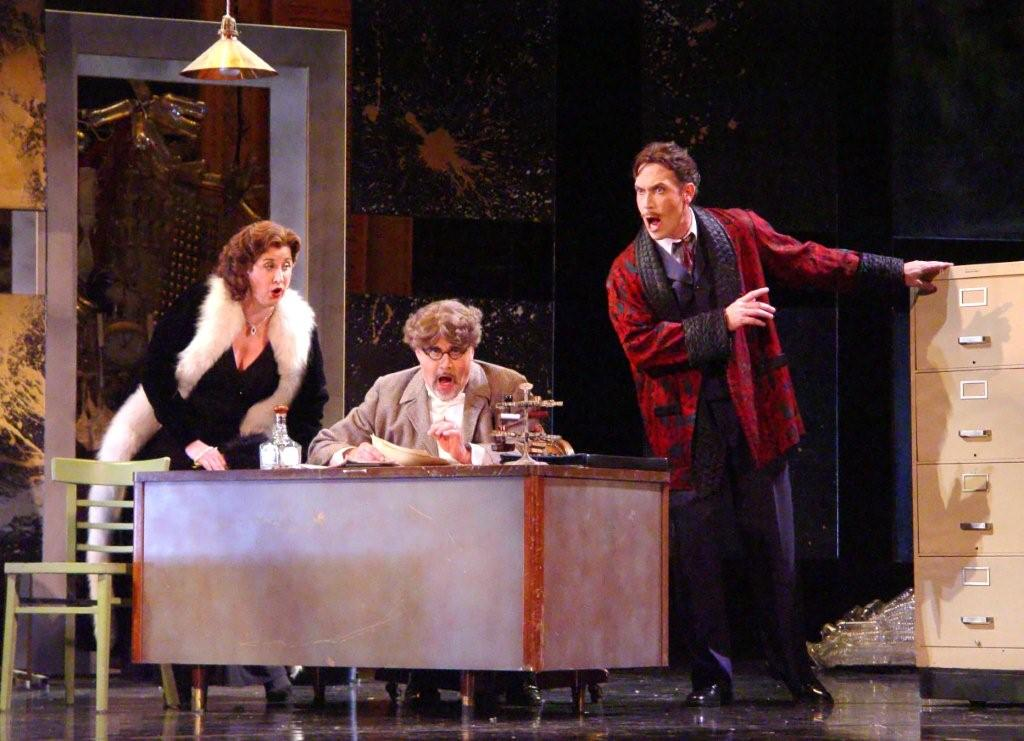
Scéna z 3. jednání (Opera Theater, Pittsburgh 2006)

Ředitel Frank po prohýřené noci přichází do věznice a záhy ve své kanceláři usne. Řízení událostí se ujme dozorce Frosch, hojně přitom popíjející. Franka sledovaly Ida s Adélou a přicházejí Franka – domnělého rytíře Changina – požádat, aby Adélinu touhu stát se z komorné herečkou podporoval. Když se pak ohlásí Eisenstein, odvede Frosch obě dívky do volné cely.
Eisenstein s překvapením zjišťuje, kým je ve skutečnosti jeho nový přítel, a dozvídá se, že on sám už vlastně od večera ve vězení je. Když přijde Rosalinda, která chce osvobodit Alfréda, převleče se Eisenstein za svého obhájce Blinda a podaří se mu zjistit, jak se místo něj Alfréd do vězení dostal. Chce to manželce vyčítat a odhalí svou totožnost, ale Rosalinda mu na oplátku ukáže hodinky, které získala jako uherská hraběnka, když s ní na slavnosti u prince Orlovského flirtoval.
Nakonec se dostaví i princ Orlovský a doktor Falke, který celé společnosti vysvětlí, že to všechno byla jeho úspěšná „pomsta netopýra“, kterou chtěl prince pobavit.

## Skladby
- Předehra k operetě
- Träubchen, das entflattert ist (Alfréd, Adéla)
- Da schreibt meine Schwester Ida (Adéla)
- Ach, ich darf nicht hin zu ihr (Adéla, Rosalinda)
- Nein, mit solchen advokaten (Eisenstein, Rosalinda, Blind)
- Komm mit mir zum Souper (Falke, Eisenstein)
- So muss allein ich bleiben (Rosalinda, Eisenstein, Adéla)
- Finále 1. jednání: Trinke, Liebchen, trinke schnell (Alfréd, Rosalinda, Frank)
- Ein Souper heut uns winkt (sbor)
- Ich lade gern mir Gäste ein (Orlovský, Eisenstein)
- Ach, meine Herrn und Damen / Mein Herr Marquis (Orlovský, Falke, Ida, Adéla, Eisenstein, sbor)
- Dieser Anstand so manierlich (Eisenstein, Rosalinda)
- Klänge der Heimat (Rosalinda – čardáš)
- Finále 2. jednání: Im Feuerstrom der Reben / Marianka, komm und tanz mit mir / Genug damit, genug! (Orlovský, Adéla, Eisenstein, Falke, Frank, Rosalinda, Ida, sbor)
- Olga komm her, Ida auch (Frank)
- Ein fideles Gefängnis (Frosch, Alfréd, Frank, Adéla, Ida)
- Spiel ich die Unschuld vom Lande (Adéla, Frank, Ida)
- Ich stehe voll Zagen (Eisenstein, Rosalinda, Alfréd)
- Finále: O Fledermaus, o Fledermaus (Eisenstein, Falke, Orlovský, Adéla, Alfréd, Rosalinda, Frank, Ida, Blind, sbor)

## Nahrávky
1991: Wolfgang Brendel (Eisenstein), Kiri Te Kanawa (Rosalinda), Edita Gruberová (Adela), Olaf Bär (Dr. Falke), Tom Krause (Frank), Brigitte Fassbaender (Princ Orlovský), Otto Schenk (Frosch), sbor Vídeňské státní opery, Vídeňská filharmonie, André Previn (Philips, 2 CD, 432 157 2)

1988: Werner Hollweg (Eisenstein), Edita Gruberová (Rosalinda), Barbara Bonney (Adéla), Anton Scharinger (Dr. Falke), Christian Boesch (Frank), Marjana Lipovsek (Princ Orlovský), Josef Protschka (Alfred), Waldemar Kmentt (Dr. Blind), André Heller (Frosch), Niederländischer Opernchor, Concertgebouw-Orchester, Nikolaus Harnoncourt, (Teldec, 2 CD, 2292 42427 2)

1976: Hermann Prey (Eisenstein), Julia Varady (Rosalinda), Lucia Popp (Adéla), Bernd Weikl (Dr. Falke), Benno Kusche (Frank), Ivan Rebroff (Princ Orlovský), René Kollo (Alfred), Ferry Gruber (Dr. Blind), Franz Muxeneder (Frosch), Evi List (Ida), Nikolai Lugowoi (Ivan), sbor Bavorské státní opery, Bayerisches Staatsorchester, Carlos Kleiber (Deutsche Grammophon, 2 CD, 415 646 2)